# Франческо Романо
Франческо Романо (італ. Francesco Romano, * 25 квітня 1960, Сав'яно) — колишній італійський футболіст, півзахисник.
Насамперед відомий виступами за клуби «Мілан», «Наполі»  та «Торіно».
Чемпіон Італії. Володар Кубка Італії. Володар Кубка УЄФА. Дворазовий володар Кубка Мітропи. 

## Клубна кар'єра
Вихованець футбольної школи клубу «Реджяна». Дорослу футбольну кар'єру розпочав 1977 року в основній команді того ж клубу, в якій провів два сезони, взявши участь у 25 матчах чемпіонату. 
Своєю грою за цю команду привернув увагу представників тренерського штабу клубу «Мілан», до складу якого приєднався 1979 року. Відіграв за «россонері» наступні чотири сезони своєї ігрової кар'єри. Більшість часу, проведеного у складі «Мілана», був основним гравцем команди. За цей час виборов титул володаря Кубка Мітропи.
Згодом з 1983 по 1994 рік грав у складі команд клубів «Трієстина», «Наполі», «Торіно», «Венеція» та «Трієстина». Протягом цих років додав до переліку своїх трофеїв титул чемпіона Італії, ставав володарем Кубка Італії, володарем Кубка УЄФА (усі в складі «Наполі»), володарем Кубка Мітропи (у складі «Торіно»).
Завершив професійну ігрову кар'єру у нижчоліговому клубі «Палаццоло», за команду якого виступав протягом 1994—1995 років.

## Виступи за збірну
Протягом 1981–1982 років  залучався до складу молодіжної збірної Італії. На молодіжному рівні зіграв у 2 офіційних матчах. 
1988 року викликався до складу національної збірної Італії, потрапив до заявки команди для участі у тогорічному чемпіонаті Європи, однак жодного матчу у складі головної команди Італії не провів.

## Титули і досягнення
- Чемпіон Італії (1):

«Наполі»:  1986–87
- Володар Кубка Італії (1):

«Наполі»:  1986–87
- Володар Кубка УЄФА (1):

«Наполі»:  1988–89
- Володар Кубка Мітропи (2):

«Мілан»:  1981–82
«Торіно»:  1991